# 18162 Денлі
18162 Денлі (18162 Denlea) — астероїд головного поясу, відкритий 1 серпня 2000 року.
Тіссеранів параметр щодо Юпітера — 3,594.